# Translitteration
Translitteration eller translitterering är omskrivning av ett skriftsystem till ett annat så att varje främmande tecken motsvarar ett translittererat tecken. Förfarandet – som inte är lika vanligt som transkription – gör att en text kan göras läsbar för dem som inte känner till det skriftsystem varmed originaltexten är skriven, samtidigt som teckenmängden i den translittererade texten varken ökar eller minskar. Denna egenskap kan vara fördelaktig vid databehandling där intakt teckenmängd är av vikt, exempelvis i vissa id-handlingar eller i texter där det kan finnas behov av att snabbt återskapa skriftbilden i originalet.

## Etymologi
Trans- som prefix betyder över, bortom, att gå bortom, från latinets trans-, som preposition över, gå över, bortom, det troliga ursprunget är från trare-, som betyder att korsa (se igenom).

## Exempel på olika translitterationstyper

### Translitteration frångrekisktilllatinsk skrift
Grekiska kan inte translittereras helt utan att man låter vissa grekiska tecken motsvaras av två latinska. Det är ganska vanligt att man använder mallen nedan vid translitteration av längre textpassager, och ibland återger man ϕ med ph. I återgivningar av klassiska texter brukar man återge spiritus asper med h.
| Grekiska alfabetet: | Α | Β | Γ | Δ | Ε | Ζ | Η | Θ  | Ι | Κ | Λ | Μ | Ν | Ξ | Ο | Π | Ρ | Σ | Τ | Υ | Φ | Χ  | Ψ  | Ω |
| Latinska bokstäver: | A | B | G | D | E | Z | Ē | TH | I | K | L | M | N | X | O | P | R | S | T | Y | F | CH | PS | Ō |

Exempel (Dikt av Sapfo):
| Φαίνεταί μοι κῆνος ἴσος θέοισιν ἔμμεν᾽ ὤνηρ, ὄττις ἐνάντιός τοι ἰσδάνει καὶ πλάσιον ἆδυ φωνεί- σας ὐπακούει |  | Fainetai moi kēnos isos theoisin emmen onēr, ottis enantios toi isdanei kai plasion adu fonei- sas upakouei |

### Translitteration från japansk till latinsk skrift
Japanska använder en blandning av stavelseskrift (kana) och sino-japanska tecken (kanji) och translitteration till latinsk skrift kallas ofta för rōmaji (ローマ字) vilket betyder "romerska tecken". Stavelseskriften kana kan vidare delas upp i två undersystem, hiragana och katakana. I en vanlig japansk text blandar man hiragana, katakana och kanji. Hiragana och kanji används oftast för inhemska ord medan katakana används för lånord. Alla ord med kanji kan skrivas helt fonetiskt i kana, men detta görs inte av praktiska och traditionella skäl. Eftersom det japanska skriftsystemet sällan använder sig av mellanrum för att skilja på ord används kanji till stor del för att utföra denna uppgift. 
Det finns flera sätt att translitterera japanska men det vanligaste är någon variant av Hepburn-systemet och i officiella sammanhang används ofta även Nippon-shiki Rōmaji. Båda systemem utgår från stavelseskriften (se kana för mer information) och mellanrum sätts mellan orden.
Exempelmening med alla tre skriftsystem:
山田さんはテレビを観るのが好き。

Yamada-san wa terebi wo miru no ga suki.

Herr Yamada tycker om att titta på TV.

### Translitteration frånkyrillisktill latinsk skrift
Ryska, och andra språk som skrivs med kyrilliska bokstäver, kan translittereras enligt principen att en kyrillisk bokstav alltid motsvaras av en och samma latinska bokstav. Standarden kallas för ISO 9, men tillämpas inte så ofta i populär litteratur, eftersom den – i förhållande till de olika nationella transkriptionsvarianterna – kan ge en ganska förvirrande vägledning om ordens egentliga uttal.
| Ryska alfabetet:       | А | Б | В | Г | Д | Е | Ё  | Ж  | З | И | Й | К | Л | М | Н | О | П | Р | С | Т | У | Ф | Х  | Ц  | Ч  | Ш  | Щ    | Ъ | Ы | Ь | Э | Ю  | Я  |
| ISO 9:                 | A | B | V | G | D | E | Ë  | Ž  | Z | I | J | K | L | M | N | O | P | R | S | T | U | F | H  | C  | Č  | Š  | Ŝ    | ” | Y | ’ | È | Û  | Â  |
| Svensk transkribering: | A | B | V | G | D | E | O¹ | ZJ | Z | I | J | K | L | M | N | O | P | R | S | T | U | F | CH | TS | TJ | SJ | SJTJ | ² | Y | ² | E | JU | JA |

¹ Kan även translittereras som JO i början av ord eller efter vokaler

² Utelämnas
Exempel (Rysslands nationalsång):
| Kyrilliska alfabetet Славься, Отечество наше свободное, Братских народов союз вековой, Предками данная мудрость народная! Славься, страна! Мы гордимся тобой! |  | ISO 9 Slav'sâ, Otečestvo naše svobodnoe, Bratskih narodov soûz vekovoj, Predkami dannaâ mudrost' narodnaâ! Slav'sâ, strana! My gordimsâ toboj! |  | Svenska Slavsja, Otetjestvo nasje svobodnoe, Bratskich narodov sojuz vekovoj, Predkami dannaja mudrost narodnaja! Slavsja, strana! My gordimsja toboj! |

Vid translitteration av det bulgariska alfabetet används även ett officiellt direkt system.

### Translitteration iserbiska
Serbiskan kan skrivas både med det kyrilliska alfabetet och det latinska alfabetet. De serbiska versionerna av dessa alfabet har egentligen olika bokstavsordning, men är inrättade så att det lätt går att translitterera texter med utgångspunkt från att en bokstav i det ena alfabetet alltid har en direkt och genomgående gällande motsvarighet i det andra alfabetet:
| Kyrilliska alfabetet: | А | Б | В | Г | Д | Ђ | Е | Ж | З | И | Ј | К | Л | Љ  | М | Н | Њ  | О | П | Р | С | Т | Ћ | У | Ф | Х | Ц | Ч | Џ  | Ш |
| Latinska alfabetet:   | A | B | V | G | D | Đ | E | Ž | Z | I | J | K | L | LJ | M | N | NJ | O | P | R | S | T | Ć | U | F | H | C | Č | DŽ | Š |

Som synes av uppställningen, som här återges med kyrillisk ordningsföljd, motsvaras tre kyrilliska bokstäver av digrafer, som var för sig är att betrakta som enskilda bokstäver. I konsekvensens namn ser man ibland i den latinska varianten av serbiskt skriftspråk att namn, som normalt inte skrivs med kyrillisk skrift, ändå återges i överensstämmelse med kyrillisk transkription.
Exempel: Vilijam Šekspir (från Вилијам Шекспир, William Shakespeare)

### Translitteration avtibetanska
Wylie-translitterering är en metod för att translitterera tibetansk skrift med bokstäverna i det latinska skriftsystemet. Metoden har fått namn efter Turrell Wylie, som utvecklade systemet 1959. Efter det har Wylie-systemet varit standardtranslitterering för tibetanska i USA. Systemet fungerar i båda riktningarna, det vill säga det är möjligt att på en entydigt sätt gå från tibetansk skrift till Wylie-translitterering och tillbaka.